# San Antonio de Benagéber
San Antonio de Benagéber település Spanyolországban, Valencia tartományban. San Antonio de Benagéber Bétera, L’Eliana, Paterna és La Pobla de Vallbona községekkel határos. Lakosainak száma 10 630 fő (2024).

## Népesség
A település népessége az utóbbi években az alábbiak szerint változott:
| Lakosok száma | 2989 | 4021 | 4985 | 6246 | 7104 | 7981 | 8755 | 9089 | 9874 | 10 630 |
|               | 2001 | 2004 | 2007 | 2010 | 2012 | 2015 | 2017 | 2019 | 2022 | 2024   |